# Dennis Izon
Dennis George Izon (1 tháng 4 năm 1907 - 1967) là một cầu thủ bóng đá người Anh.

## Sự nghiệp thi đấu
Izon từng thi đấu cho Rugeley và Colwich trước khi gia nhập Port Vale với tư cách nghiệp dư vào tháng 11 năm 1928. Ông kí hợp đồng chuyên nghiệp tháng sau đó và có màn ra mắt trong chiến thắng 1-0 trước Tranmere Rovers trên sân The Old Recreation Ground vào ngày 21 tháng 12 năm 1929, thay cho Clarence Spencer. Ông được dùng chủ yếu như là cầu thủ dự phòng, chỉ có 4 lần ra sân trong mùa giải the "Valiants" vô địch Third Division North 1929-30. Ông chỉ thi đấu một trận ở mùa giải 1930-31, và Vale có thứ hạng cao nhất ở Second Division. Ông đá 12 trận ở mùa giải 1931-32, nhưng sau đó bị giải phóng hợp đồng và chuyển đến Hyde United và Stafford Rangers.

## Thống kê
Nguồn:
| Câu lạc bộ | Mùa giải | Hạng đấu             | Giải quốc nội | Giải quốc nội | Cúp FA  | Cúp FA    | Khác    | Khác      | Tổng    | Tổng      |
| Câu lạc bộ | Mùa giải | Hạng đấu             | Số trận       | Bàn thắng     | Số trận | Bàn thắng | Số trận | Bàn thắng | Số trận | Bàn thắng |
| ---------- | -------- | -------------------- | ------------- | ------------- | ------- | --------- | ------- | --------- | ------- | --------- |
| Port Vale  | 1929-30  | Third Division North | 4             | 0             | 0       | 0         | 0       | 0         | 4       | 0         |
| Port Vale  | 1930-31  | Second Division      | 1             | 0             | 0       | 0         | 0       | 0         | 1       | 0         |
| Port Vale  | 1931-32  | Second Division      | 12            | 0             | 2       | 0         | 0       | 0         | 14      | 0         |
| Port Vale  | Tổng     | Tổng                 | 17            | 0             | 2       | 0         | 0       | 0         | 19      | 0         |